# Роберто (фудбалер, 1912)
Роберто Емилио да Куња, најпознатији као Роберто (Нитерој, 20. јун 1912 — 20. март 1977)  био је бразилски фудбалер који је играо као нападач.
У својој каријери (1923 — 1941) играо је за два клупска тима, Фламенго и Сао Кристовао . Представљао је репрезентацију Бразила на Светском првенству у фудбалу 1938. године, одигравши две утакмице и постигавши један гол.